# 15609 Kosmaczewski
A 15609 Kosmaczewski (ideiglenes jelöléssel 2000 GP124) egy marsközeli kisbolygó. A LINEAR projekt keretében fedezték fel 2000. április 7-én.